# 坎納迪安 (德克薩斯州)
坎納迪安（英語：Canadian）是一個位於美國德克薩斯州漢普希爾縣的城市。根據2010年美國人口普查，該地共人口2649人，而該地的面積約為3.36平方千米。同時該地也是漢普希爾縣的縣治。

## 地理
坎納迪安的座標為35°54′39″N 100°23′02″W / 35.91083°N 100.38389°W，而該地的平均海拔高度為739米（即2425英尺）。